# 长序荆
长序荆（学名：Vitex peduncularis）为马鞭草科牡荆属下的一个种。

## 扩展阅读
維基物種上的相關：长序荆